# Фестивальный (платформа)
«Фестивальный» (бел. Фестывальны) — остановочный пункт электропоездов в г. Молодечно. Расположен на перегоне «Уша — Молодечно» между платформой Селивоновка и станцией Молодечно.
Остановочный пункт расположен в городе Молодечно. Рядом с остановочным пунктом находится жилой микрорайон.

## Стоимость
Стоимость проезда от станции Минск-Пассажирский — 2,73 рубля, от станции Молодечно — 0,35 рубля.

## В пути
Время в пути, со всеми остановками от станции Минск-Пассажирский, около 102 минут.